# Y.M.C.A. (singel)
Y.M.C.A. – utwór amerykańskiego zespołu Village People. W 1978 piosenka wydana została na singlu.

## Przekaz utworu
Wokalista zespołu Victor Willis podkreślił, że wbrew powszechnej opinii, utwór nie jest formą gejowskiego hymnu, ale odzwierciedleniem zabawy młodzieży miejskiej w klubach YMCA.

## Popularność
„Y.M.C.A.” stał się przebojem w styczniu 1979, plasując się na miejscu 2. amerykańskiego zestawienia Hot 100, przygotowywanego przez czasopismo Billboard. W tym samym czasie w Wielkiej Brytanii mała płyta zajęła pozycję 1. na liście UK Singles Chart, stając się największym przebojem formacji.
Utwór został sklasyfikowany na miejscu 7. listy „100. najlepszych piosenek tanecznych”, sporządzonej przez amerykański kanał telewizyjny VH1.

## Nawiązania do utworu
„Y.M.C.A.” wykorzystano m.in. w jednym z odcinków serialu Nash Bridges, Przyjaciele, Zdarzyło się jutro, Różowe lata siedemdziesiąte, a także Świat według Bundych (w odcinku wyemitowanym 24 października 1993 roku, w którym wystąpili sami muzycy). Był także wykorzystany w filmie Dotyk miłości (melodramat, USA, 1999) oraz 7 krasnoludków: Las to za mało – historia jeszcze prawdziwsza (komedia, Niemcy, 2004). 
Utwór był ponadto wykorzystywany przez Donalda Trumpa w jego kampanii wyborczej podczas wyborów prezydenckich w 2024 roku.